# Pareumelea fimbriata
Pareumelea fimbriata là một loài bướm đêm trong họ Geometridae.